# 국군강릉병원
국군강릉병원(國軍江陵病院)은 대한민국 국군에 대한 체계적인 의료지원을 위해 설립된 대한민국 국방부 국군의무사령부 소속의 국군병원으로 국군강릉병원장은 중령으로 보한다. 강원특별자치도 강릉시 주문진읍 동해대로 4371-34에 위치하고 있다.

## 진료 과목
내과, 정신건강의학과, 외과, 정형외과, 신경외과, 마취통증의학과, 산부인과, 안과, 이비인후과, 피부과, 비뇨기과, 영상의학과, 응급의학과, 구강악안면외과, 치과교정과, 치주과, 치과보존과